# Educated Horses
Educated Horses è il terzo album da solista di Rob Zombie, pubblicato il 28 marzo 2006.

## Tracce
1. Sawdust in the Blood – 1:23
2. American Witch – 3:48
3. Foxy Foxy – 3:29
4. 17 Year Locust – 4:06
5. The Scorpion Sleeps – 3:38
6. 100 Ways – 1:53
7. Let It All Bleed Out – 4:09
8. Death of It All – 4:22
9. Ride – 3:32
10. The Devil's Rejects – 3:54
11. Lords of Salem – 4:13

## Formazione
- Rob Zombie - voce
- John 5 - chitarra
- Piggy D. - basso
- Tommy Clufetos - batteria, percussioni